# ذي شومان (حزم العدين)

تعديل مصدري - تعديل

ذي شومان محلة تابعة لقرية الجنيد، التابعة لعزلة يريس بمديرية حزم العدين إحدى مديريات محافظة إب في الجمهورية اليمنية، بلغ تعداد سكانها 26 حسب تعداد اليمن لعام 2004.